# Ein Mann geht seinen Weg (1933)
Ein Mann geht seinen Weg (englisch Looking Forward ‚nach vorne schauen‘) ist ein US-amerikanisches Filmdrama von Clarence Brown mit Lionel Barrymore und Lewis Stone in den Hauptrollen. Das Drehbuch des Pre-Code-Films basiert auf dem Bühnenstück Service von C. L. Anthony. Die Premiere fand am 28. April 1933 statt. Im Folgejahr kam er im Deutschen Reich in die Kinos.

## Handlung
Der Londoner Kaufhausbesitzer Gabriel Service, der aufgrund der Weltwirtschaftskrise mit schweren finanziellen Problemen zu kämpfen hat, beugt sich dem Druck seines Partners Philip Bendicott und entlässt viele seiner Angestellten, darunter auch Tim Benton, der seit vierzig Jahren in der Buchhaltungsabteilung arbeitet. Obwohl Benton fassungslos ist, akzeptiert er seine Entlassung und Services Einschätzung, dass ihm der nötige Elan fehlt, um dem Geschäft nützlich zu sein, und teilt seiner Familie mit, dass sein Chef keine andere Wahl hatte, als ihn zu entlassen. Gleichzeitig konfrontiert Service seine Tochter Caroline und ihre Stiefmutter Isabel mit ihren Ausgabegewohnheiten und erzählt ihnen, dass das Familienvermögen schnell schwindet. Als Service ankündigt, dass ihr großes Haus verkauft werden muss, um das Geschäft zu retten, teilt die ehebrecherische Isabel ihrem Mann kühl mit, dass sie die Scheidung einreichen wird, wenn er sein Geschäft ihrem Komfort vorzieht. Obwohl Caroline aufrichtig um das Wohlergehen ihres Vaters besorgt ist, weigert sie sich, seine Einschätzung ihrer Finanzen zu akzeptieren und besteht darauf, dass sie das Haus behalten.
Am nächsten Tag besprechen Service und Bendicott ein Übernahmeangebot, das gerade von ihrem Hauptkonkurrenten Stoner's gemacht wurde, einem Geschäft, dessen Geschäftsethik Service missbilligt. Obwohl Service der Gedanke, an Stoner's zu verkaufen, traurig stimmt, nimmt er das Angebot mündlich an und verkündet Caroline noch am selben Abend, dass er das Geschäft opfern wird, um die Bedürfnisse der Familie zu befriedigen. Eine reumütige Caroline erzählt ihrem Vater jedoch, dass Isabel bereits mit einem anderen Mann gegangen ist. Während Gerüchte über die Übernahme durch Stoner in London kursieren, macht sich Benton, der mit seiner Frau und seinen zwei Kindern Willie und Elsie ein kleines, aber erfolgreiches Gebäckgeschäft eröffnet hat, Sorgen um seinen ehemaligen Chef. Trotz des sanften Spotts seiner Familie bringt Benton einige der Fleischgebäcke seiner Frau Lil zu einem Friedhof in der Nähe des Service-Geschäfts und wartet geduldig, Service zu begegnen. Service wird unterdessen von Caroline und seinem Sohn Michael, der gerade aus Europa zurückgekehrt ist, wegen der Übernahme zur Rede gestellt.
Nachdem Michael seinem Vater Zeichnungen von Möbeln gezeigt hat, die er bauen und im Laden verkaufen wollte, besteht Caroline, die in Geoffrey Fielding, den Sekretär ihres Vaters, verliebt ist, darauf, dass das Geschäft mit ihrem gemeinsamen Einsatz gerettet werden kann. Obwohl Service von der unerwarteten Loyalität seiner Kinder gerührt ist, weigert er sich, vom Geschäft zurückzutreten und geht, um Stoners Vertragspapiere zu unterschreiben. Unterwegs trifft er jedoch Benton auf dem Friedhof und hört zu, wie sein ehemaliger Angestellter die Depression leidenschaftlich als den Ersten Weltkrieg der Gegenwart beschreibt und ihn anfleht, seine Kinder für die Zukunft des Geschäfts kämpfen zu lassen. Nachdem Benton ihn überzeugt hat, nicht zu verkaufen, kehrt Service mit der guten Nachricht zu Michael und Caroline zurück und stimmt zu, dass die köstlichen Backwaren der Bentons in ihrem Laden verkauft werden sollen.

## Hintergrund
Gedreht wurde der Film ab Ende Februar 1933 in den MGM-Studios in Culver City.
In einem Vorwort auf der Leinwand erscheint folgendes Zitat aus Franklin D. Roosevelts 1933 erschienenem Buch Looking Forward, das die Filmemacher als Quelle des Filmtitels angeben: „Wir brauchen Enthusiasmus, Vorstellungskraft und die Fähigkeit, den Tatsachen ins Auge zu sehen – wir brauchen den Mut der Jugend.“
Cedric Gibbons oblag die künstlerische Leitung. Gilbert Adrian war für das Kostümbild zuständig. Verantwortlicher Toningenieur war Douglas Shearer. Charles Dorian arbeitete als Regieassistent.

## Kritiken
Mordaunt Hall von der The New York Times befand, dass der Film auf seine ruhige Art eine angenehme und durch und durch sympathische Abwechslung sei, auch wenn er nichts wirklich Dramatisches biete. Er stütze sich weitgehend auf Gefühl und Tradition. Der Film beschäftige sich mit der gegenwärtigen Wirtschaftskrise, aber er behandele das Thema auf ermutigende Weise. Was auch immer man gegen den Mangel an Spannung sagen möge, der Film erzähle eine Geschichte und weise auf eine Moral hin.
Pare Lorentz schrieb im Magazin Vanity Fair, es sei noch ein Film mit einer Botschaft, und sonst nicht viel.